# Strange Weather, Isn't It?
Strange Weather, Isn't It? är ett musikalbum av !!! som gavs ut 2010 på skivbolaget Warp Records. Albumets inledande låt "AM/FM" gavs ut som skivans enda singel. Albumet fick ett generellt gott mottagande av musikpressen och snittar på 67/100 på Metacritic.

## Låtlista
1. "AM/FM" - 4:55
2. "The Most Certain Sure" - 5:39
3. "Wannagain Wannagain" - 3:50
4. "Jamie, My Intentions Are Bass" - 5:06
5. "Steady as the Sidewalk Cracks" - 4:25
6. "Hollow" - 2:48
7. "Jump Back" - 3:21
8. "Even Judas Gave Jesus a Kiss" - 5:45
9. "The Hammer" - 4:54